# Anthony Ainley
Pour les articles homonymes, voir Ainley.
Anthony Ainley, né le 20 août 1932 à Stanmore et mort le 3 mai 2004 à Londres en Angleterre, est un acteur anglais principalement connu pour ses nombreux rôles à la télévision britannique.

## Biographie

### Enfance
Né dans le quartier de Stanmore dans le Middlesex près de Londres, il est le fils adoptif de l'acteur Henry Ainley. S'il est né le 20 août 1932 son certificat de naissance n'a pas été enregistré avant le mois de janvier 1938 lors de son adoption. Avec son frère Timothy, il est né de Clarice Holmes et de père inconnu. Il va à l'école de Cranleigh dans le Surrey. Il commence à travailler comme clerc d'assurance, avant de se tourner vers la Royal Academy of Dramatic Art. Son demi-frère, Richard Ainley (1910-1967) devient lui aussi acteur.

### Carrière
Anthony Ainley commence alors à jouer à la télévision et se spécialise assez vite dans les rôles de méchants. L'un de ses premiers rôles en 1966 est celui de l'inspecteur Hunter, le bras droit de l'inspecteur principal Rose, joué par William Mervyn dans la seconde saison de The Odd Man. En 1969, il joue un rôle de subordonné dans la version cinématographique de Ah Dieu ! que la guerre est jolie, celui du Révérend Fallowfield dans The Blood on Satan's Claw (1971) et celui de Dietz dans Le Sixième Continent (1975). Il joue aussi le rôle du policier qui découvre le corps supposé de James Bond dans On ne vit que deux fois (1969).
À la télévision, on peut le voir en 1971 tenir le rôle d'Henry Sidney dans Elizabeth R une série de la BBC racontant le règne d'Élisabeth Ire d'Angleterre, puis dans le rôle de Clive Hawksworth, le personnage principal de la série de 1972 Spyder's Web. On le retrouve aussi en 1974 dans le rôle du Révérend Emilius dans l'adaptation de The Pallisers, celui de Sunley dans l'épisode de 1968 « Je vous tuerai à midi » de Chapeau melon et bottes de cuir, et le rôle de Johnson dans le premier épisode de  Secret Army en 1977. Il tient aussi le rôle du Lord Charles Gilmour dans la série d'ITV Maîtres et Valets en 1973.

### Doctor Who
Au début des années 1980, le nouveau producteur de la série Doctor Who, John Nathan-Turner qui avait travaillé sur The Pallisers, se souvient de son rôle du Révérend Emilius dans cette série et décide de l'engager afin qu'il prenne le rôle du Maître. Il souhaite un personnage dont la figure soit proche de celle de Roger Delgado, mort en 1973. Ainley débute dans ce rôle dans l'épisode de 1981 « The Keeper of Traken » et apparaît quasiment dans chaque saison de la série jusqu'en 1989 et l'épisode « Survival. »
Doctor Who n'est pas renouvelé par la BBC et le Maître est joué désormais par Eric Roberts dans le téléfilm de 1996 « Le Seigneur du Temps », que la production tente vainement de relancer la série aux États-Unis mais eu peu de succès. Ainley accepte toutefois de reprendre son rôle brièvement pour un jeu vidéo de 1997 Destiny of the Doctors.
Ainley apprécie énormément jouer ce personnage, ce qu'il souligne dans les documentaires et les commentaires DVD. Le scénariste Eric Saward affirme que celui-ci décrochait au téléphone en disant "bonjour, ici le Maître". Dans un documentaire autour de l'épisode « The Mark of the Rani », Colin Baker et Kate O'Mara affirment qu'Anthony Ainley avait à l'époque reçu une forte somme d'argent et n'ayant plus vraiment besoin de jouer pour vivre, ne revenait sur les plateaux que parce qu'il aimait jouer le rôle du Maître.

## Vie Privée
Anthony Ainley est resté célibataire toute sa vie et ne s'est jamais marié. Il rigole même de ce fait dans les commentaires audios de « The Keeper of Traken » enregistrés peu de temps avant sa mort.
Ainley était un grand sportif et fut longtemps rugbyman amateur, jouant comme demi d'ouverture pour les Old Cranleighans, Richmond et Middlesex. Il fut aussi un amateur de cricket (goût partagé avec l'actrice Sophie Aldred avec laquelle il joua dans la série Doctor Who). Il a joué plusieurs fois  pour l'équipe d'amateurs « Stage and London Theatres C.C. » principalement comme premier batteur.

## Mort
Anthony Ainley est mort le 3 mai 2004 à l'âge de 71 ans, des causes d'un cancer, selon le journal The Times. Il n'était plus beaucoup apparu dans les médias depuis l'annulation de la série Doctor Who en 1989.

## Filmographie

### Films
| Année | Titre                                             | Rôle                     | Notes       |
| ----- | ------------------------------------------------- | ------------------------ | ----------- |
| 1942  | The Foreman Went to France                        | Garçon                   | non-crédité |
| 1966  | Naked Evil                                        | Dick Alderson            |             |
| 1967  | On ne vit que deux fois                           | Policier Hong Kongais #2 | non-crédité |
| 1968  | L'Infaillible Inspecteur Clouseau                 | Bomber LeBec             |             |
| 1968  | Joanna                                            | Bruce                    |             |
| 1969  | Ah Dieu ! que la guerre est jolie                 | 3e Aide                  |             |
| 1971  | La Nuit des maléfices (The Blood on Satan's Claw) | Révérend Fallowfield     |             |
| 1971  | Assault                                           | Mr. Bartell              |             |
| 1975  | Le Sixième Continent                              | Dietz                    |             |

### Télévision
| Année     | Titre                           | Rôle                                                  | Notes                                       |
| --------- | ------------------------------- | ----------------------------------------------------- | ------------------------------------------- |
| 1965      | It's Dark Outside               | Det. Sgt. Hunter                                      | 5 Episodes                                  |
| 1967      | The Golden Age                  | Non crédité                                           | « A Divided Country »                       |
| 1967      | Champion House                  | Leslie Molesworth                                     | « The Second Freedom »                      |
| 1968      | Chapeau melon et bottes de cuir | Edward Sunley                                         | « Je vous tuerai à midi »                   |
| 1968      | Les Champions                   | Landing party lookout #1                              | « The Dark Island »                         |
| 1969      | Who-Dun-It                      | Paul Verrier                                          | « The Fall of a Goddess »                   |
| 1970      | Département S                   | Le Superviseur                                        | « A Ticket to Nowhere »                     |
| 1970      | Biography                       | Trelawny                                              | « Byron »                                   |
| 1971      | Doomwatch                       | Senior House Officer                                  | « No Room for Error »                       |
| 1971      | Play for Today                  | Chirurgien                                            | « The Rainbirds »                           |
| 1971      | Elizabeth R                     | Henry Sidney                                          | « The Marriage Game »                       |
| 1971      | Out of the Unknown              | Frank Bowers-One                                      | « Welcome Home »                            |
| 1971      | Brett                           | Gerard Delamore                                       | 2 Épisodes                                  |
| 1971      | Hassan                          | Ishak                                                 | Téléfilm                                    |
| 1972      | L'Aventurier                    | Kerston                                               | « The Bradley Way »                         |
| 1972      | The Shadow of the Tower         | Sir William Courtney                                  | « The Man Who Never Was »                   |
| 1972      | Trop de témoins pour Lord Peter | Dennis Cathcart                                       | 1 Épisode                                   |
| 1972      | Spyder's Web                    | Clive Hawksworth                                      | 13 Épisodes                                 |
| 1972      | BBC Play of the Month           | Ferdinand Gadd                                        | « Trelawny of the Wells »                   |
| 1973      | Warship                         | Phillip Tashing                                       | « A Standing and Jumping War »              |
| 1973      | Les Mystères d'Orson Welles     | Lafarge                                               | « The Ingenious Reporter »                  |
| 1973      | Maîtres et Valets               | Lord Charles Gilmour                                  | 3 Épisodes                                  |
| 1974      | The Pallisers                   | Révérend Emilius                                      | 7 Épisodes                                  |
| 1975      | Anne of Avonlea                 | Stephen Irving                                        | 1 Épisode                                   |
| 1976      | The Flight of the Heron         | Lord George Murray                                    | 1 Épisode                                   |
| 1976      | The Fortune Hunters             | Leslie Symington                                      | Téléfilm                                    |
| 1976      | Within These Walls              | James Buckingham                                      | « Visitors »                                |
| 1977      | Nicholas Nickleby               | Sir Mulberry Hawk                                     | 4 Épisodes                                  |
| 1977      | Secret Army                     | Johnson                                               | « Lisa - Codename Yvette »                  |
| 1977      | Target                          | Alexander Trist                                       | « Carve Up »                                |
| 1978      | The Devil's Crown               | Pape Innocent III                                     | « Tainted King »                            |
| 1978      | Lillie                          | Lord Carrington                                       | 2 Épisodes                                  |
| 1980      | Mackenzie                       | Richard Wilcox                                        | 3 Épisodes                                  |
| 1981-1989 | Doctor Who                      | Le Maître Tremas Le Portreeve Kalid Sir Gilles Estram | 31 Épisodes 4 Épisodes 2 Épisodes 1 Épisode |
| 1983      | The Boy Who Won the Pools       | Mr. Simmons                                           | 2 Épisodes                                  |